# Heather Mills
Heather Mills (n. 12 ianuarie 1968) antreprenoare, activistă și ecologistă engleză.
A intrat în centrul atenției publice în 1993 când, în urma unui accident auto, și-a pierdut piciorul stâng.
Purtând proteză și-a continuat activitatea de fotomodel și a început să militeze pentru sprijinul financiar al celor cu membre amputate și pentru interzicerea minelor terestre.